# Giai đoạn vòng loại và vòng play-off UEFA Europa League 2019–20
Giai đoạn vòng loại và vòng play-off UEFA Europa League 2019–20 bắt đầu vào ngày 27 tháng 6 và kết thúc vào ngày 29 tháng 8 năm 2019.
Tổng cộng có 178 đội cạnh tranh trong hệ thống vòng loại của UEFA Europa League 2019-20, bao gồm giai đoạn vòng loại và vòng play-off, với 35 đội ở Nhóm các đội vô địch giải quốc nội và 143 đội ở Nhóm chính. 21 đội thắng ở vòng play-off (8 đội từ Nhóm các đội vô địch giải quốc nội, 13 từ Nhóm chính) đi tiếp vào vòng bảng, cùng với 17 đội đã lọt vào vòng bảng, 6 đội thua của vòng play-off Champions League (4 đội từ Nhóm các đội vô địch giải quốc nội, 2 đội từ Nhóm các đội không vô địch giải quốc nội), và 4 đội thua thuộc Nhóm các đội không vô địch giải quốc nội của vòng loại thứ ba Champions League.

## Các đội bóng

### Nhóm các đội vô địch giải quốc nội
Nhóm các đội vô địch giải quốc nội bao gồm tất cả các đội vô địch các giải vô địch quốc gia bị loại từ giai đoạn vòng loại Nhóm các đội vô địch giải quốc nội của Champions League, và bao gồm các vòng đấu sau:
- Vòng loại thứ hai (18 đội): 18 đội tham dự vòng đấu này (3 đội thua của vòng sơ loại Champions League và 15 trong số 16 đội thua của vòng loại thứ nhất Champions League).
- Vòng loại thứ ba (20 đội): 11 đội tham dự vòng đấu này (1 đội thua của vòng loại thứ nhất Champions League nhận suất vào thẳng và 10 đội thua của vòng loại thứ hai Champions League), và 9 đội thắng của vòng loại thứ hai.
- Vòng play-off (16 đội): 6 đội tham dự vòng đấu này (các đội thua của vòng loại thứ ba Champions League), và 10 đội thắng của vòng loại thứ ba.

Dưới đây là các đội tham dự của Nhóm các đội vô địch giải quốc nội (với hệ số câu lạc bộ UEFA năm 2019 của họ), được xếp nhóm theo vòng đấu họ lọt vào.
| Chú thích màu sắc                                 |
| ------------------------------------------------- |
| Đội thắng của vòng play-off đi tiếp vào vòng bảng |

| Đội             | Hệ số  |
| --------------- | ------ |
| Celtic[Q3]      | 31.000 |
| Copenhagen[Q3]  | 31.000 |
| PAOK[Q3]        | 23.500 |
| Qarabağ[Q3]     | 22.000 |
| Maribor[Q3]     | 18.500 |
| Ferencváros[Q3] | 3.500  |

| Đội                   | Hệ số  |
| --------------------- | ------ |
| BATE Borisov[Q2]      | 27.500 |
| Maccabi Tel Aviv[Q2]  | 16.000 |
| HJK[Q2]               | 9.000  |
| Dundalk[Q2]           | 7.000  |
| The New Saints[Q2]    | 6.000  |
| AIK[Q2]               | 5.500  |
| Valletta[Q2]          | 4.250  |
| Sarajevo[Q1 Bye]      | 4.250  |
| Nõmme Kalju[Q2]       | 3.500  |
| Sutjeska Nikšić[Q2]   | 3.000  |
| Saburtalo Tbilisi[Q2] | 0.950  |

| Đội                     | Hệ số  |
| ----------------------- | ------ |
| Astana[Q1]              | 27.500 |
| Ludogorets Razgrad[Q1]  | 27.000 |
| Sheriff Tiraspol[Q1]    | 12.250 |
| F91 Dudelange[Q1]       | 6.250  |
| Shkëndija[Q1]           | 6.000  |
| Slovan Bratislava[Q1]   | 6.000  |
| Sūduva[Q1]              | 4.250  |
| Lincoln Red Imps[PR SF] | 4.250  |
| FC Santa Coloma[PR F]   | 4.000  |
| Piast Gliwice[Q1]       | 3.850  |
| Partizani[Q1]           | 3.000  |
| Valur[Q1]               | 2.750  |
| Linfield[Q1]            | 2.250  |
| HB Tórshavn[Q1]         | 1.500  |
| Riga[Q1]                | 1.125  |
| Ararat-Armenia[Q1]      | 1.050  |
| Tre Penne[PR SF]        | 0.750  |
| Feronikeli[Q1]          | 0.500  |

Ghi chú
1. Q3 Đội thua của vòng loại thứ ba Champions League (Nhóm các đội vô địch giải quốc nội).
2. Q2 Đội thua của vòng loại thứ hai Champions League (Nhóm các đội vô địch giải quốc nội).
3. Q1 Bye Đội thua của vòng loại thứ nhất Champions League nhận suất vào thẳng vòng loại thứ ba Europa League.
4. Q1 Đội thua của vòng loại thứ nhất Champions League.
5. PR F Đội thua của chung kết vòng sơ loại Champions League.
6. PR SF Đội thua của bán kết vòng sơ loại Champions League.

### Nhóm chính
Nhóm chính bao gồm tất cả các đội vô địch cúp quốc gia và các đội không vô địch các giải vô địch quốc gia mà không được vào thẳng vòng bảng, và bao gồm các vòng đấu sau:
- Vòng sơ loại (14 đội): 14 đội tham dự vòng đấu này.
- Vòng loại thứ nhất (94 đội): 87 đội tham dự vòng đấu này, và 7 đội thắng của vòng sơ loại.
- Vòng loại thứ hai (74 đội): 27 đội tham dự vòng đấu này, và 47 đội thắng của vòng loại thứ nhất.
- Vòng loại thứ ba (52 đội): 15 đội tham dự vòng đấu này (bao gồm 2 đội thua thuộc Nhóm các đội không vô địch giải quốc nội của vòng loại thứ hai Champions League), và 37 đội thắng của vòng loại thứ hai.
- Vòng play-off (26 đội): 26 đội thắng của vòng loại thứ ba.

Dưới đây là các đội tham dự của Nhóm chính (với hệ số câu lạc bộ UEFA năm 2019 của họ), được xếp nhóm theo vòng đấu họ lọt vào.
| Chú thích màu sắc                                 |
| ------------------------------------------------- |
| Đội thắng của vòng play-off đi tiếp vào vòng bảng |

| Đội                | Hệ số  |
| ------------------ | ------ |
| PSV Eindhoven[CL]  | 37.000 |
| Sparta Prague      | 35.500 |
| Viktoria Plzeň[CL] | 33.000 |
| Braga              | 31.000 |
| Feyenoord          | 22.000 |
| Spartak Moscow     | 16.000 |
| AEK Athens         | 14.000 |
| Midtjylland        | 14.000 |
| Rijeka             | 13.500 |
| Austria Wien       | 8.000  |
| Trabzonspor        | 8.000  |
| Antwerp            | 7.980  |
| Mariupol           | 7.780  |
| Thun               | 5.380  |
| Bnei Yehuda        | 3.725  |

| Đội                     | Hệ số  |
| ----------------------- | ------ |
| Gent                    | 29.500 |
| Eintracht Frankfurt     | 24.000 |
| Espanyol                | 20.713 |
| Partizan                | 18.000 |
| Wolverhampton Wanderers | 17.092 |
| Torino                  | 14.945 |
| Strasbourg              | 11.699 |
| Zorya Luhansk           | 11.500 |
| AZ                      | 10.500 |
| Arsenal Tula            | 10.109 |
| Vitória de Guimarães    | 9.646  |
| Yeni Malatyaspor        | 6.920  |
| FC Utrecht              | 6.486  |
| Sturm Graz              | 6.250  |
| Gabala                  | 6.250  |
| Jablonec                | 5.735  |
| Mladá Boleslav          | 5.735  |
| Atromitos               | 5.520  |
| Aris                    | 5.520  |
| Osijek                  | 5.475  |
| Esbjerg                 | 5.405  |
| Luzern                  | 5.380  |
| AEL Limassol            | 4.985  |
| BK Häcken               | 4.180  |
| Viitorul Constanța      | 4.000  |
| Lechia Gdańsk           | 3.850  |
| Lokomotiv Plovdiv       | 3.500  |

| Đội                   | Hệ số  |
| --------------------- | ------ |
| Legia Warsaw          | 24.500 |
| FCSB                  | 23.000 |
| Malmö FF              | 20.000 |
| Molde                 | 13.500 |
| Apollon Limassol      | 12.000 |
| Hapoel Be'er Sheva    | 12.000 |
| Fehérvár              | 9.000  |
| Dinamo Minsk          | 9.000  |
| Spartak Trnava        | 8.500  |
| AEK Larnaca           | 8.000  |
| Hajduk Split          | 8.000  |
| Brøndby               | 7.500  |
| Žalgiris              | 6.000  |
| Aberdeen              | 5.500  |
| Rangers               | 5.250  |
| Zrinjski Mostar       | 5.250  |
| Kairat                | 5.000  |
| Kukësi                | 4.750  |
| Alashkert             | 4.500  |
| Radnički Niš          | 4.450  |
| Čukarički             | 4.450  |
| Kilmarnock            | 4.425  |
| Shakhtyor Soligorsk   | 4.375  |
| Vitebsk               | 4.375  |
| Domžale               | 4.250  |
| Crusaders             | 4.250  |
| Ventspils             | 4.250  |
| Stjarnan              | 4.250  |
| IFK Norrköping        | 4.180  |
| Haugesund             | 4.040  |
| Brann                 | 4.040  |
| Fola Esch             | 4.000  |
| Vaduz                 | 4.000  |
| Tobol                 | 3.850  |
| Ordabasy              | 3.850  |
| Cracovia              | 3.850  |
| Neftçi Baku           | 3.800  |
| Sabail                | 3.800  |
| Olimpija Ljubljana    | 3.750  |
| Cork City             | 3.750  |
| Pyunik                | 3.750  |
| Dinamo Tbilisi        | 3.750  |
| Maccabi Haifa         | 3.725  |
| CSKA Sofia            | 3.500  |
| Levski Sofia          | 3.500  |
| Riteriai              | 3.250  |
| Budućnost Podgorica   | 3.250  |
| FCI Levadia           | 3.250  |
| Universitatea Craiova | 3.190  |
| DAC Dunajská Streda   | 3.125  |
| Ružomberok            | 3.125  |
| B36 Tórshavn          | 3.000  |
| Chikhura Sachkhere    | 3.000  |
| Titograd              | 3.000  |
| Debrecen              | 3.000  |
| Mura                  | 3.000  |
| Torpedo Kutaisi       | 2.750  |
| Milsami Orhei         | 2.750  |
| Honvéd                | 2.500  |
| Flora                 | 2.500  |
| Liepāja               | 2.500  |
| Hibernians            | 2.500  |
| KR                    | 2.500  |
| Balzan                | 2.250  |
| Laçi                  | 2.250  |
| Shamrock Rovers       | 2.250  |
| Široki Brijeg         | 2.250  |
| Connah's Quay Nomads  | 1.750  |
| Banants               | 1.750  |
| St Patrick's Athletic | 1.750  |
| Shkupi                | 1.600  |
| Akademija Pandev      | 1.600  |
| Makedonija GP         | 1.600  |
| Petrocub Hîncești     | 1.550  |
| Speranța Nisporeni    | 1.550  |
| Teuta                 | 1.500  |
| KuPS                  | 1.455  |
| RoPs                  | 1.455  |
| Inter Turku           | 1.455  |
| Breiðablik            | 1.450  |
| Radnik Bijeljina      | 1.425  |
| Kauno Žalgiris        | 1.350  |
| RFS                   | 1.125  |
| Jeunesse Esch         | 1.100  |
| Gżira United          | 1.025  |
| Narva Trans           | 1.000  |
| Zeta                  | 0.825  |

| Đội                             | Hệ số |
| ------------------------------- | ----- |
| La Fiorita                      | 3.000 |
| Progrès Niederkorn              | 2.750 |
| Cliftonville                    | 2.500 |
| Europa                          | 2.000 |
| NSÍ Runavík                     | 1.750 |
| KÍ Klaksvík                     | 1.250 |
| Prishtina                       | 1.250 |
| Sant Julià                      | 1.250 |
| Engordany                       | 1.000 |
| Tre Fiori                       | 1.000 |
| Barry Town United               | 0.825 |
| Cardiff Metropolitan University | 0.825 |
| St Joseph's                     | 0.800 |
| Ballymena United                | 0.775 |

Ghi chú
1. CL Đội thua của vòng loại thứ hai Champions League (Nhóm các đội không vô địch giải quốc nội).

## Thể thức
Mỗi cặp đấu được chơi theo thể thức hai lượt, với mỗi đội chơi 1 lượt trên sân nhà. Đội nào có tổng tỉ số cao hơn sau 2 lượt giành quyền vào vòng tiếp theo. Nếu tổng tỉ số sau 2 lượt bằng nhau, luật bàn thắng sân khách được áp dụng, nghĩa là đội ghi nhiều bàn thắng trên sân khách hơn đi tiếp. Nếu số bàn thắng trên sân khách bằng nhau, thì hiệp phụ được diễn ra. Luật bàn thắng sân khách tiếp tục được áp dụng đến khi 2 hiệp phụ kết thúc, nghĩa là nếu có bàn thắng được ghi trong 2 hiệp phụ và tổng tỉ số vẫn hoà, thì đội đá sân khách được đi tiếp nhờ có số bàn thắng sân khách nhiều hơn. Nếu không có bàn thắng nào được ghi sau 2 hiệp phụ, thì trận đấu sẽ được định đoạt bằng loạt sút luân lưu.
Đối với Nhóm các đội vô địch giải quốc nội, ở lễ bốc thăm cho mỗi vòng, các đội (danh tính của đội không được biết tại thời điểm bốc thăm) được xếp vào nhóm hạt giống và nhóm không hạt giống, có thể chứa số lượng đội khác nhau, dựa trên những nguyên tắc sau:
- Ở lễ bốc thăm vòng loại thứ hai, 15 trong số 16 đội thua của vòng loại thứ nhất Champions League (ngoại trừ 1 đội nhận suất vào thẳng vòng loại thứ ba được xác định bởi một lượt bốc thăm bổ sung diễn ra sau khi bốc thăm vòng loại thứ nhất Champions League) được xếp vào nhóm hạt giống, và 3 đội thua của vòng sơ loại Champions League được xếp vào nhóm không hạt giống.
- Ở lễ bốc thăm vòng loại thứ ba, 10 đội thua của vòng loại thứ hai Champions League được xếp vào nhóm hạt giống, và đội thua của vòng loại thứ nhất nhận suất vào thẳng (danh tính của họ được biết tại thời điểm bốc thăm) và 9 đội thắng của vòng loại thứ hai được xếp vào nhóm không hạt giống.
- Ở lễ bốc thăm vòng play-off, 6 đội thua của vòng loại thứ ba Champions League được xếp vào nhóm hạt giống, và 10 đội thắng của vòng loại thứ ba được xếp vào nhóm không hạt giống.

Ở thời điểm bắt đầu lễ bốc thăm, đội được xếp hạt giống được bốc thăm để đối đầu với đội không được xếp hạt giống, với thứ tự lượt đấu ở mỗi cặp đấu được xác định bởi lễ bốc thăm, cho đến khi một nhóm không còn đội nào. Sau đó, số đội ở nhóm còn lại được xếp cặp với nhau, với thứ tự lượt đấu ở mỗi cặp đấu được xác định bởi lễ bốc thăm.
Đối với Nhóm chính, ở lễ bốc thăm cho mỗi vòng, các đội được xếp hạt giống dựa trên hệ số câu lạc bộ UEFA của họ ở đầu mùa giải, với số đội được chia vào nhóm hạt giống và nhóm không hạt giống chứa số lượng bằng nhau. Đội được xếp hạt giống được bốc thăm để đối đầu với đội không được xếp hạt giống, với thứ tự lượt đấu ở mỗi cặp đấu được xác định bởi lễ bốc thăm. Bởi vì danh tính của đội thắng của vòng trước không được biết tại thời điểm bốc thăm, việc phân nhóm hạt giống được tiến hành với giả định rằng đội có hệ số cao hơn của cặp đấu chưa xác định đi tiếp vào vòng sau, nghĩa là nếu đội có hệ số thấp hơn đi tiếp, họ chỉ lấy vị trí hạt giống của đội mà họ đánh bại.
Trước lễ bốc thăm, UEFA có thể hình thành "các nhóm" đúng như những nguyên tắc được tạo ra bởi Uỷ ban giải đấu câu lạc bộ, nhưng họ hoàn toàn để thuận tiện cho việc bốc thăm và không giống với bất kỳ nhóm thực sự nào vì mục đích thi đấu. Các đội từ cùng hiệp hội hoặc từ các hiệp hội có mâu thuẫn chính trị theo quyết định của UEFA có thể không được bốc thăm vào cùng cặp đấu. Sau lễ bốc thăm, thứ tự thi đấu của một cặp đấu có thể được đảo ngược bởi UEFA vì mâu thuẫn lịch thi đấu hoặc địa điểm thi đấu.

## Lịch thi đấu
Lịch thi đấu như sau (tất cả các lễ bốc thăm đều được tổ chức tại trụ sở UEFA ở Nyon, Thụy Sĩ).
| Vòng               | Ngày bốc thăm       | Lượt đi             | Lượt về             |
| ------------------ | ------------------- | ------------------- | ------------------- |
| Vòng sơ loại       | 11 tháng 6 năm 2019 | 27 tháng 6 năm 2019 | 4 tháng 7 năm 2019  |
| Vòng loại thứ nhất | 18 tháng 6 năm 2019 | 11 tháng 7 năm 2019 | 18 tháng 7 năm 2019 |
| Vòng loại thứ hai  | 19 tháng 6 năm 2019 | 25 tháng 7 năm 2019 | 1 tháng 8 năm 2019  |
| Vòng loại thứ ba   | 22 tháng 7 năm 2019 | 8 tháng 8 năm 2019  | 15 tháng 8 năm 2019 |
| Vòng play-off      | 5 tháng 8 năm 2019  | 22 tháng 8 năm 2019 | 29 tháng 8 năm 2019 |

Các trận đấu cũng có thể được diễn ra vào ngày Thứ Ba hoặc Thứ Tư thay vì Thứ Năm như bình thường do mâu thuẫn lịch thi đấu.

## Vòng sơ loại
Lễ bốc thăm vòng sơ loại được tổ chức vào ngày 11 tháng 6 năm 2019, lúc 13:00 CEST.

### Xếp hạt giống
Tổng cộng có 14 tham dự vòng sơ loại. 7 đội được xếp vào nhóm hạt giống và 2 đội được xếp vào nhóm không hạt giống. Các đội từ cùng hiệp hội không được bốc thăm vào cùng cặp đấu, nếu có cặp đấu đã được xếp hoặc đã được ấn định để xếp trong cặp đấu cuối, đội thứ hai được bốc thăm trong cặp đấu hiện tại được chuyển qua cặp đấu tiếp theo.
| Nhóm hạt giống                                                                                    | Nhóm không hạt giống |
| ------------------------------------------------------------------------------------------------- | --- |
| - La Fiorita - Progrès Niederkorn - Cliftonville - Europa - NSÍ Runavík - KÍ Klaksvík - Prishtina | - Sant Julià - Engordany - Tre Fiori - Barry Town United - Cardiff Metropolitan University - St Joseph's - Ballymena United |

### Tón tắt
Lượt đi được diễn ra vào ngày 27 tháng 6, lượt về được diễn ra vào ngày 2 và 4 tháng 7 năm 2019.
| Đội 1              | TTS     | Đội 2                           | Lượt đi | Lượt về |
| ------------------ | ------- | ------------------------------- | ------- | ------- |
| Progrès Niederkorn | 2–2 (a) | Cardiff Metropolitan University | 1–0     | 1–2     |
| La Fiorita         | 1–3     | Engordany                       | 0–1     | 1–2     |
| Sant Julià         | 3–6     | Europa                          | 3–2     | 0–4     |
| Ballymena United   | 2–0     | NSÍ Runavík                     | 2–0     | 0–0     |
| Prishtina          | 1–3     | St Joseph's                     | 1–1     | 0–2     |
| KÍ Klaksvík        | 9–1     | Tre Fiori                       | 5–1     | 4–0     |
| Barry Town United  | 0–4     | Cliftonville                    | 0–0     | 0–4     |

Ghi chú
1. ↑  Thứ tự lượt đấu được đảo ngược sau lễ bốc thăm chính thức.

## Vòng loại thứ nhất
Lễ bốc thăm vòng loại thứ nhất được tổ chức vào ngày 18 tháng 6 năm 2019, lúc 15:30 CEST.

### Xếp hạt giống
Tổng cộng có 94 đội tham dự vòng loại thứ nhất: 87 đội tham dự vòng đấu này, và 7 đội thắng của vòng sơ loại. Các đội được chia làm chín nhóm: bảy nhóm 10 đội, trong đó 5 đội được xếp vào nhóm hạt giống và 5 đội được xếp vào nhóm không hạt giống, và hai nhóm 12 đội, trong đó 6 đội được xếp vào nhóm hạt giống và 6 đội được xếp vào nhóm không hạt giống. Các nhóm được ấn định trước cho mỗi đội bởi UEFA, với lễ bốc thăm được tổ chức trong hai lượt, một lượt cho Nhóm 1–7 với 10 đội và một lượt cho Nhóm 8–9 với 12 đội.
| Nhóm 1                                                                                  | Nhóm 1                                                                                                  | Nhóm 2                                                                                               | Nhóm 2 | Nhóm 3 | Nhóm 3 |
| Nhóm hạt giống                                                                          | Nhóm không hạt giống                                                                                    | Nhóm hạt giống                                                                                       | Nhóm không hạt giống                                                                                                 | Nhóm hạt giống                                                                                               | Nhóm không hạt giống                                                                                          |
| --------------------------------------------------------------------------------------- | --- | --- | --- | --- | --- |
| - Malmö FF (5) - Kilmarnock (2) - Vitebsk (4) - Brann (3) - Vaduz (1)                   | - Shamrock Rovers (6) - Connah's Quay Nomads (8) - Ballymena United[†] (7) - KuPS (9) - Breiðablik (10) | - Legia Warsaw (2) - Hajduk Split (1) - Radnički Niš (3) - Ordabasy (5) - CSKA Sofia (4)             | - Titograd (9) - Torpedo Kutaisi (7) - Flora (6) - Europa[†] (8) - Gżira United (10)                                 | - FCSB (3) - Kukësi (2) - Čukarički (4) - Tobol (1) - Maccabi Haifa (5)                                      | - Debrecen (8) - Mura (7) - Milsami Orhei (6) - Banants (9) - Jeunesse Esch (10)                              |
| Nhóm 4                                                                                  | Nhóm 4                                                                                                  | Nhóm 5                                                                                               | Nhóm 5 | Nhóm 6 | Nhóm 6 |
| Nhóm hạt giống                                                                          | Nhóm không hạt giống                                                                                    | Nhóm hạt giống                                                                                       | Nhóm không hạt giống                                                                                                 | Nhóm hạt giống                                                                                               | Nhóm không hạt giống                                                                                          |
| - Molde (4) - Brøndby (2) - Rangers (1) - Crusaders (5) - Cork City (3)                 | - B36 Tórshavn (7) - Progrès Niederkorn[†] (6) - KR (9) - Inter Turku (8) - St Joseph's[†] (10)         | - Fehérvár (1) - Zrinjski Mostar (2) - Shakhtyor Soligorsk (3) - Neftçi Baku (4) - Levski Sofia (5)  | - Ružomberok (7) - Hibernians (6) - Akademija Pandev (8) - Speranța Nisporeni (9) - Zeta (10)                        | - Spartak Trnava (1) - Žalgiris (2) - Alashkert (4) - Fola Esch (3) - Olimpija Ljubljana (5)                 | - Chikhura Sachkhere (6) - Honvéd (8) - Makedonija GP (9) - Radnik Bijeljina (10) - RFS (7)                   |
| Nhóm 7                                                                                  | Nhóm 7                                                                                                  | Nhóm 8                                                                                               | Nhóm 8 | Nhóm 9 | Nhóm 9 |
| Nhóm hạt giống                                                                          | Nhóm không hạt giống                                                                                    | Nhóm hạt giống                                                                                       | Nhóm không hạt giống                                                                                                 | Nhóm hạt giống                                                                                               | Nhóm không hạt giống                                                                                          |
| - Apollon Limassol (1) - Kairat (2) - Ventspils (3) - Cracovia (4) - Dinamo Tbilisi (5) | - DAC Dunajská Streda (9) - Engordany[†] (7) - Široki Brijeg (8) - Teuta (6) - Kauno Žalgiris (10)      | - Dinamo Minsk (5) - Aberdeen (2) - Stjarnan (3) - IFK Norrköping (4) - Haugesund (1) - Riteriai (6) | - FCI Levadia (8) - Liepāja (7) - Cliftonville[†] (9) - St Patrick's Athletic (10) - RoPs (11) - KÍ Klaksvík[†] (12) | - Hapoel Be'er Sheva (1) - AEK Larnaca (2) - Domžale (3) - Sabail (5) - Pyunik (4) - Budućnost Podgorica (6) | - Universitatea Craiova (7) - Balzan (8) - Laçi (9) - Shkupi (10) - Petrocub Hîncești (11) - Narva Trans (12) |

Ghi chú
1. † Đội thắng của vòng sơ loại. Đội bóng được thể hiện bằng chữ in nghiêng đánh bại đội bóng có hệ số cao hơn, qua đó chiếm lấy hệ số của đối thủ trong lễ bốc thăm.

### Tóm tắt
Lượt đi được diễn ra vào ngày 9, 10 và 11 tháng 7, và lượt về được diễn ra vào ngày 16, 17 và 18 tháng 7 năm 2019.
| Đội 1                 | TTS         | Đội 2                 | Lượt đi | Lượt về      |
| --------------------- | ----------- | --------------------- | ------- | ------------ |
| Malmö FF              | 11–0        | Ballymena United      | 7–0     | 4–0          |
| Connah's Quay Nomads  | 3–2         | Kilmarnock            | 1–2     | 2–0          |
| KuPS                  | 3–1         | Vitebsk               | 2–0     | 1–1          |
| Breiðablik            | 1–2         | Vaduz                 | 0–0     | 1–2          |
| Brann                 | 3–4         | Shamrock Rovers       | 2–2     | 1–2          |
| Ordabasy              | 3–0         | Torpedo Kutaisi       | 1–0     | 2–0          |
| Europa                | 0–3         | Legia Warsaw          | 0–0     | 0–3          |
| CSKA Sofia            | 4–0         | Titograd              | 4–0     | 0–0          |
| Gżira United          | 3–3 (a)     | Hajduk Split          | 0–2     | 3–1          |
| Flora                 | 4–2         | Radnički Niš          | 2–0     | 2–2          |
| Maccabi Haifa         | 5–2         | Mura                  | 2–0     | 3–2          |
| Debrecen              | 4–1         | Kukësi                | 3–0     | 1–1          |
| Čukarički             | 8–0         | Banants               | 3–0     | 5–0          |
| Jeunesse Esch         | 1–1 (a)     | Tobol                 | 0–0     | 1–1          |
| FCSB                  | 4–1         | Milsami Orhei         | 2–0     | 2–1          |
| Crusaders             | 5–2         | B36 Tórshavn          | 2–0     | 3–2          |
| Brøndby               | 4–3         | Inter Turku           | 4–1     | 0–2          |
| Molde                 | 7–1         | KR                    | 7–1     | 0–0          |
| St Joseph's           | 0–10        | Rangers               | 0–4     | 0–6          |
| Cork City             | 2–3         | Progrès Niederkorn    | 0–2     | 2–1          |
| Ružomberok            | 0–4         | Levski Sofia          | 0–2     | 0–2          |
| Akademija Pandev      | 0–6         | Zrinjski Mostar       | 0–3     | 0–3          |
| Speranța Nisporeni    | 0–9         | Neftçi Baku           | 0–3     | 0–6          |
| Zeta                  | 1–5         | Fehérvár              | 1–5     | 0–0          |
| Shakhtyor Soligorsk   | 2–0         | Hibernians            | 1–0     | 1–0          |
| Olimpija Ljubljana    | 4–3         | RFS                   | 2–3     | 2–0          |
| Honvéd                | 4–2         | Žalgiris              | 3–1     | 1–1          |
| Alashkert             | 6–1         | Makedonija GP         | 3–1     | 3–0          |
| Radnik Bijeljina      | 2–2 (2–3 p) | Spartak Trnava        | 2–0     | 0–2 (s.h.p.) |
| Fola Esch             | 2–4         | Chikhura Sachkhere    | 1–2     | 1–2          |
| Dinamo Tbilisi        | 7–0         | Engordany             | 6–0     | 1–0          |
| Široki Brijeg         | 2–4         | Kairat                | 1–2     | 1–2          |
| DAC Dunajská Streda   | 3–3 (a)     | Cracovia              | 1–1     | 2–2 (s.h.p.) |
| Kauno Žalgiris        | 0–6         | Apollon Limassol      | 0–2     | 0–4          |
| Ventspils             | 3–1         | Teuta                 | 3–0     | 0–1          |
| Stjarnan              | 4–4 (a)     | FCI Levadia           | 2–1     | 2–3 (s.h.p.) |
| Cliftonville          | 1–6         | Haugesund             | 0–1     | 1–5          |
| Riteriai              | 1–1 (a)     | KÍ Klaksvík           | 1–1     | 0–0          |
| Liepāja               | 3–2         | Dinamo Minsk          | 1–1     | 2–1          |
| St Patrick's Athletic | 1–4         | IFK Norrköping        | 0–2     | 1–2          |
| Aberdeen              | 4–2         | RoPS                  | 2–1     | 2–1          |
| Balzan                | 3–5         | Domžale               | 3–4     | 0–1          |
| Laçi                  | 1–2         | Hapoel Be'er Sheva    | 1–1     | 0–1          |
| Narva Trans           | 1–6         | Budućnost Podgorica   | 0–2     | 1–4          |
| Sabail                | 4–6         | Universitatea Craiova | 2–3     | 2–3          |
| Pyunik                | 5–4         | Shkupi                | 3–3     | 2–1          |
| AEK Larnaca           | 2–0         | Petrocub Hîncești     | 1–0     | 1–0          |

Ghi chú
1. 1 2 3 4 5 6 7 8 9 10  Thứ tự lượt đấu được đảo ngược sau lễ bốc thăm chính thức.

## Vòng loại thứ hai
Lễ bốc thăm vòng loại thứ hai được tổ chức vào ngày 19 tháng 6 năm 2019, lúc 12:20 (Nhóm các đội vô địch giải quốc nội) và 14:00 (Nhóm chính) CEST.

### Xếp hạt giống
Tổng cộng có 18 đội tham dự vòng loại thứ hai Nhóm các đội vô địch giải quốc nội.
- Nhóm hạt giống: 15 trong số 16 đội thua của vòng loại thứ nhất Champions League (ngoại trừ đội thua của vòng loại thứ nhất Champions League được nhận suất vào thẳng vòng loại thứ ba được xác định bởi một lượt bốc thăm bổ sung sau khi bốc thăm vòng loại thứ nhất Champions League)
- Nhóm không hạt giống: 3 đội thua của vòng sơ loại Champions League

Các đội được chia làm ba nhóm 6 đội, trong đó 5 đội được xếp vào nhóm hạt giống và một đội được xếp vào nhóm không hạt giống.
| Nhóm các đội vô địch giải quốc nội                         | Nhóm các đội vô địch giải quốc nội                             | Nhóm các đội vô địch giải quốc nội | Nhóm các đội vô địch giải quốc nội                                             | Nhóm các đội vô địch giải quốc nội | Nhóm các đội vô địch giải quốc nội                            | Nhóm các đội vô địch giải quốc nội |
| Vào thẳng vòng loại thứ ba (được xác định bởi lễ bốc thăm) | Nhóm 1                                                         | Nhóm 1                             | Nhóm 2                                                                         | Nhóm 2                             | Nhóm 3                                                        | Nhóm 3                             |
| Vào thẳng vòng loại thứ ba (được xác định bởi lễ bốc thăm) | Nhóm hạt giống                                                 | Nhóm không hạt giống               | Nhóm hạt giống                                                                 | Nhóm không hạt giống               | Nhóm hạt giống                                                | Nhóm không hạt giống               |
| ---------------------------------------------------------- | -------------------------------------------------------------- | ---------------------------------- | ------------------------------------------------------------------------------ | ---------------------------------- | ------------------------------------------------------------- | ---------------------------------- |
| Sarajevo                                                   | - Piast Gliwice - Partizani - Sūduva - Sheriff Tiraspol - Riga | Tre Penne                          | - Ludogorets Razgrad - Valur - Feronikeli - Slovan Bratislava - Ararat-Armenia | Lincoln Red Imps                   | - Astana - Linfield - HB Tórshavn - F91 Dudelange - Shkëndija | FC Santa Coloma                    |

Tổng cộng có 74 đội tham dự vòng loại thứ hai Nhóm chính: 27 đội tham dự vòng đấu này, và 47 đội thắng của vòng loại thứ nhất. Các đội được chia làm bảy nhóm: năm nhóm 10 đội, trong đó 5 đội được xếp vào nhóm hạt giống và 5 đội được xếp vào nhóm không hạt giống, và hai nhóm 12 đội, trong đó 6 đội được xếp vào nhóm hạt giống và 6 đội được xếp vào nhóm không hạt giống. Các nhóm được ấn định trước cho mỗi đội bởi UEFA, với lễ bốc thăm được tổ chức trong hai lượt, một lượt cho Nhóm 1–5 với 10 đội và một lướt cho Nhóm 6–7 với 12 đội.
| Nhóm chính | Nhóm chính | Nhóm chính | Nhóm chính | Nhóm chính                                                                                       | Nhóm chính                                                                                             |
| Nhóm 1 | Nhóm 1 | Nhóm 2 | Nhóm 2 | Nhóm 3                                                                                           | Nhóm 3                                                                                                 |
| Nhóm hạt giống                                                                                                 | Nhóm không hạt giống | Nhóm hạt giống                                                                                                   | Nhóm không hạt giống | Nhóm hạt giống                                                                                   | Nhóm không hạt giống                                                                                   |
| --- | --- | --- | --- | ------------------------------------------------------------------------------------------------ | --- |
| - Espanyol (2) - Hapoel Be'er Sheva[†] (3) - Arsenal Tula (5) - Liepāja[†] (1) - Atromitos (4)                 | - Kairat[†] (9) - Stjarnan[†] (8) - IFK Norrköping[†] (6) - DAC Dunajská Streda[†] (10) - Neftçi Baku[†] (7)                    | - Legia Warsaw[†] (5) - AEK Larnaca[†] (3) - FC Utrecht (2) - Sturm Graz (1) - Jablonec (4)                      | - Zrinjski Mostar[†] (8) - KuPS[†] (7) - Haugesund[†] (6) - Pyunik[†] (10) - Levski Sofia[†] (9)                                                          | - Eintracht Frankfurt (4) - Fehérvár[†] (3) - Brøndby[†] (1) - Yeni Malatyaspor (2) - Gabala (5) | - Flora[†] (10) - Vaduz[†] (9) - Lechia Gdańsk (6) - Olimpija Ljubljana[†] (8) - Dinamo Tbilisi[†] (7) |
| Nhóm 4 | Nhóm 4 | Nhóm 5 | Nhóm 5 |                                                                                                  | |
| Nhóm hạt giống                                                                                                 | Nhóm không hạt giống | Nhóm hạt giống                                                                                                   | Nhóm không hạt giống |                                                                                                  | |
| - Malmö FF[†] (1) - Molde[†] (3) - Zorya Luhansk (4) - KAA Gent[‡] (2) - Aberdeen[†] (5)                       | - Čukarički[†] (9) - Domžale[†] (6) - Viitorul Constanța (8) - Chikhura Sachkhere[†] (7) - Budućnost Podgorica[†] (10)          | - Torino[‡] (3) - Gżira United[†] (4) - Osijek (1) - Luzern (5) - Rangers[†] (2)                                 | - Debrecen[†] (9) - Ventspils[†] (10) - Progrès Niederkorn[†] (8) - CSKA Sofia[†] (6) - KÍ Klaksvík[†] (7)                                                |                                                                                                  | |
| Nhóm 6 | Nhóm 6 | Nhóm 7 | Nhóm 7 |                                                                                                  | |
| Nhóm hạt giống                                                                                                 | Nhóm không hạt giống | Nhóm hạt giống                                                                                                   | Nhóm không hạt giống |                                                                                                  | |
| - FCSB[†] (2) - Apollon Limassol[†] (3) - Strasbourg (4) - AZ (5) - Spartak Trnava[†] (6) - Mladá Boleslav (1) | - Alashkert[†] (9) - BK Häcken (8) - Shamrock Rovers[†] (12) - Ordabasy[†] (7) - Maccabi Haifa[†] (11) - Lokomotiv Plovdiv (10) | - Partizan (6) - Wolverhampton Wanderers (4) - Vitória de Guimarães (3) - Honvéd[†] (5) - Esbjerg (2) - Aris (1) | - AEL Limassol (7) - Connah's Quay Nomads[†] (10) - Shakhtyor Soligorsk[†] (9) - Crusaders[†] (11) - Jeunesse Esch[†] (12) - Universitatea Craiova[†] (8) |                                                                                                  | |

Ghi chú
1. † Đội thắng của vòng loại thứ nhất. Đội bóng được thể hiện bằng chữ in nghiêng đánh bại đội bóng có hệ số cao hơn, qua đó chiếm lấy hệ số của đối thủ trong lễ bốc thăm.
2. ‡ Roma và Antwerp ban đầu được thêm vào trong lễ bốc thăm nhưng sau đó lần lượt được vào thẳng vòng bảng và vòng loại thứ ba, sau khi Milan và KV Mechelen bị loại trừ khỏi giải đấu.[8][9] Họ được thay thế ở vòng loại thứ hai lần lượt bởi Torino và KAA Gent (nếu ban đầu họ được thêm vào ở lễ bốc thăm, cả hai đội cũng được xếp vào nhóm hạt giống).

### Tóm tắt
Lượt đi được diễn ra vào ngày 23, 24 và 25 tháng 7, và lượt về được diễn ra vào ngày 30, 31 tháng 7 và ngày 1 tháng 8 năm 2019.
| Đội 1             | TTS     | Đội 2              | Lượt đi | Lượt về |
| ----------------- | ------- | ------------------ | ------- | ------- |
| Sarajevo          | Bye     | N/A                | N/A     | N/A     |
| Tre Penne         | 0–10    | Sūduva             | 0–5     | 0–5     |
| Piast Gliwice     | 4–4 (a) | Riga               | 3–2     | 1–2     |
| Partizani         | 1–2     | Sheriff Tiraspol   | 0–1     | 1–1     |
| Ararat-Armenia    | 4–1     | Lincoln Red Imps   | 2–0     | 2–1     |
| Valur             | 1–5     | Ludogorets Razgrad | 1–1     | 0–4     |
| Slovan Bratislava | 4–1     | Feronikeli         | 2–1     | 2–0     |
| FC Santa Coloma   | 1–4     | Astana             | 0–0     | 1–4     |
| HB Tórshavn       | 2–3     | Linfield           | 2–2     | 0–1     |
| Shkëndija         | 2–3     | F91 Dudelange      | 1–2     | 1–1     |

| Đội 1                   | TTS         | Đội 2                 | Lượt đi | Lượt về      |
| ----------------------- | ----------- | --------------------- | ------- | ------------ |
| IFK Norrköping          | 3–0         | Liepāja               | 2–0     | 1–0          |
| Hapoel Be'er Sheva      | 3–1         | Kairat                | 2–0     | 1–1          |
| Arsenal Tula            | 0–4         | Neftçi Baku           | 0–1     | 0–3          |
| Espanyol                | 7–1         | Stjarnan              | 4–0     | 3–1          |
| DAC Dunajská Streda     | 3–5         | Atromitos             | 1–2     | 2–3          |
| Haugesund               | 3–2         | Sturm Graz            | 2–0     | 1–2          |
| AEK Larnaca             | 7–0         | Levski Sofia          | 3–0     | 4–0          |
| Legia Warsaw            | 1–0         | KuPS                  | 1–0     | 0–0          |
| FC Utrecht              | 2–3         | Zrinjski Mostar       | 1–1     | 1–2 (s.h.p.) |
| Pyunik                  | 2–1         | Jablonec              | 2–1     | 0–0          |
| Lechia Gdańsk           | 3–5         | Brøndby               | 2–1     | 1–4 (s.h.p.) |
| Fehérvár                | 1–2         | Vaduz                 | 1–0     | 0–2 (s.h.p.) |
| Gabala                  | 0–5         | Dinamo Tbilisi        | 0–2     | 0–3          |
| Yeni Malatyaspor        | 3–2         | Olimpija Ljubljana    | 2–2     | 1–0          |
| Flora                   | 2–4         | Eintracht Frankfurt   | 1–2     | 1–2          |
| Domžale                 | 4–5         | Malmö FF              | 2–2     | 2–3          |
| Molde                   | 3–1         | Čukarički             | 0–0     | 3–1          |
| Chikhura Sachkhere      | 1–6         | Aberdeen              | 1–1     | 0–5          |
| KAA Gent                | 7–5         | Viitorul Constanța    | 6–3     | 1–2          |
| Budućnost Podgorica     | 1–4         | Zorya Luhansk         | 1–3     | 0–1          |
| CSKA Sofia              | 1–1 (4–3 p) | Osijek                | 1–0     | 0–1 (s.h.p.) |
| Torino                  | 7–1         | Debrecen              | 3–0     | 4–1          |
| Luzern                  | 2–0         | KÍ Klaksvík           | 1–0     | 1–0          |
| Rangers                 | 2–0         | Progrès Niederkorn    | 2–0     | 0–0          |
| Ventspils               | 6–2         | Gżira United          | 4–0     | 2–2          |
| Strasbourg              | 4–3         | Maccabi Haifa         | 3–1     | 1–2          |
| Mladá Boleslav          | 4–3         | Ordabasy              | 1–1     | 3–2          |
| Shamrock Rovers         | 3–4         | Apollon Limassol      | 2–1     | 1–3 (s.h.p.) |
| AZ                      | 3–0         | BK Häcken             | 0–0     | 3–0          |
| Alashkert               | 3–5         | FCSB                  | 0–3     | 3–2          |
| Lokomotiv Plovdiv       | 3–3 (a)     | Spartak Trnava        | 2–0     | 1–3          |
| Wolverhampton Wanderers | 6–1         | Crusaders             | 2–0     | 4–1          |
| Aris                    | 1–0         | AEL Limassol          | 0–0     | 1–0          |
| Jeunesse Esch           | 0–5         | Vitória de Guimarães  | 0–1     | 0–4          |
| Honvéd                  | 0–0 (1–3 p) | Universitatea Craiova | 0–0     | 0–0 (s.h.p.) |
| Shakhtyor Soligorsk     | 2–0         | Esbjerg               | 2–0     | 0–0          |
| Connah's Quay Nomads    | 0–4         | Partizan              | 0–1     | 0–3          |

Ghi chú
1. ↑  Đội nhận suất vào thẳng vòng loại thứ ba
2. ↑  Thứ tự lượt đấu được đảo ngược sau lễ bốc thăm chính thức.

## Vòng loại thứ ba
Lễ bốc thăm vòng loại thứ ba được tổ chức vào ngày 22 tháng 7 năm 2019, lúc 12:25 (Nhóm các đội vô địch giải quốc nội) và 14:00 (Nhóm chính) CEST.

### Xếp hạt giống
Tổng cộng có 20 đội tham dự vòng loại thứ ba Nhóm các dội vô địch giải quốc nội.
- Nhóm hạt giống: 10 đội thua của vòng loại thứ hai Champions League Nhóm các dội vô địch giải quốc nội
- Nhóm không hạt giống: đội thua của vòng loại thứ nhất Champions League nhận suất vào thẳng, và 9 đội thắng của vòng loại thứ hai Europa League Nhóm các dội vô địch giải quốc nội

Các đội được chia làm hai nhóm 10 đội, trong đó 5 đội được xếp vào nhóm hạt giống và 5 đội được xếp vào nhóm không hạt giống.
| Nhóm các đội vô địch giải quốc nội                                              | Nhóm các đội vô địch giải quốc nội                               | Nhóm các đội vô địch giải quốc nội                      | Nhóm các đội vô địch giải quốc nội                                              |
| Nhóm 1                                                                          | Nhóm 1                                                           | Nhóm 2                                                  | Nhóm 2                                                                          |
| Nhóm hạt giống                                                                  | Nhóm không hạt giống                                             | Nhóm hạt giống                                          | Nhóm không hạt giống                                                            |
| ------------------------------------------------------------------------------- | ---------------------------------------------------------------- | ------------------------------------------------------- | ------------------------------------------------------------------------------- |
| - The New Saints - Saburtalo Tbilisi - Sutjeska Nikšić - HJK - Maccabi Tel Aviv | - Ludogorets Razgrad - Sūduva - Ararat-Armenia - Riga - Linfield | - Nõmme Kalju - BATE Borisov - Dundalk - AIK - Valletta | - Astana - Sheriff Tiraspol - F91 Dudelange - Slovan Bratislava - Sarajevo[Bye] |

Ghi chú
1. † Đội thua của vòng loại thứ nhất Champions League nhận suất vào thẳng.

Tổng cộng có 52 đội tham dự vòng loại thứ ba Nhóm chính: 13 đội tham dự vòng đấu này, 37 đội thắng của vòng loại thứ hai Nhóm chính, và 2 đội thua của vòng loại thứ hai Champions League Nhóm các đội không vô địch giải quốc nội. Các đội được chia làm năm nhóm: bốn nhóm 10 đội, trong đó 5 đội được xếp vào nhóm hạt giống và 5 đội được xếp vào nhóm không hạt giống, và một nhóm 12 đội, trong đó 6 đội được xếp vào nhóm hạt giống và 6 đội được xếp vào nhóm không hạt giống. Các nhóm được ấn định trước cho mỗi đội bởi UEFA, với lễ bốc thăm được tổ chức trong hai lượt, một lượt cho Nhóm 1–4 với 10 đội và một lượt cho Nhóm 5 với 12 đội.
| Nhóm chính | Nhóm chính | Nhóm chính | Nhóm chính | Nhóm chính                                                                                             | Nhóm chính                                                                               |
| Nhóm 1 | Nhóm 1 | Nhóm 2 | Nhóm 2 | Nhóm 3                                                                                                 | Nhóm 3                                                                                   |
| Nhóm hạt giống | Nhóm không hạt giống                                                                                           | Nhóm hạt giống | Nhóm không hạt giống | Nhóm hạt giống                                                                                         | Nhóm không hạt giống                                                                     |
| --- | --- | --- | --- | --- | ---------------------------------------------------------------------------------------- |
| - Viktoria Plzeň[CL] (5) - Feyenoord (2) - Torino[†] (4) - Apollon Limassol[†] (3) - Hapoel Be'er Sheva[†] (1)    | - Austria Wien (6) - Antwerp (10) - Dinamo Tbilisi[†] (8) - Shakhtyor Soligorsk[†] (9) - IFK Norrköping[†] (7) | - Braga (1) - FCSB[†] (2) - Spartak Moscow (3) - Molde[†] (4) - Strasbourg[†] (5)                                    | - Lokomotiv Plovdiv[†] (10) - Brøndby[†] (7) - Mladá Boleslav[†] (8) - Aris[†] (9) - Thun (6)                                      | - KAA Gent[†] (3) - Legia Warsaw[†] (2) - Wolverhampton Wanderers[†] (1) - Midtjylland (4) - AZ[†] (5) | - AEK Larnaca[†] (6) - Mariupol (10) - Pyunik[†] (7) - Atromitos[†] (8) - Rangers[†] (9) |
| Nhóm 4 | Nhóm 4 | Nhóm 5 | Nhóm 5 | |                                                                                          |
| Nhóm hạt giống | Nhóm không hạt giống                                                                                           | Nhóm hạt giống | Nhóm không hạt giống | |                                                                                          |
| - PSV Eindhoven[CL] (1) - Eintracht Frankfurt[†] (3) - Partizan[†] (2) - Rijeka (4) - Vitória de Guimarães[†] (5) | - Vaduz[†] (6) - Yeni Malatyaspor[†] (8) - Haugesund[†] (7) - Aberdeen[†] (9) - Ventspils[†] (10)              | - Sparta Prague (1) - Espanyol[†] (2) - Malmö FF[†] (3) - AEK Athens (4) - Zorya Luhansk[†] (5) - Neftçi Baku[†] (6) | - Trabzonspor (7) - Zrinjski Mostar[†] (8) - CSKA Sofia[†] (9) - Luzern[†] (10) - Bnei Yehuda (11) - Universitatea Craiova[†] (12) | |                                                                                          |

Ghi chú
1. † Đội thắng của vòng loại thứ hai. Đội bóng được thể hiện bằng chữ in nghiêng đánh bại đội bóng có hệ số cao hơn, qua đó chiếm lấy hệ số của đối thủ trong lễ bốc thăm.
2. CL Đội thua của vòng loại thứ hai Champions League. Đội bóng được thể hiện bằng chữ in nghiêng thua đội bóng có hệ số cao hơn, qua đó chiếm lấy hệ số của đối thủ trong lễ bốc thăm.

### Tóm tắt
Lượt đi được diễn ra vào ngày 6, 7 và 8 tháng 8, và lượt về được diễn ra vào ngày 13, 14 và 15 tháng 8 năm 2019.
| Đội 1              | TTS     | Đội 2             | Lượt đi | Lượt về |
| ------------------ | ------- | ----------------- | ------- | ------- |
| Sutjeska Nikšić    | 3–5     | Linfield          | 1–2     | 2–3     |
| Maccabi Tel Aviv   | 2–4     | Sūduva            | 1–2     | 1–2     |
| Ararat-Armenia     | 3–2     | Saburtalo Tbilisi | 1–2     | 2–0     |
| Riga               | 3–3 (a) | HJK               | 1–1     | 2–2     |
| Ludogorets Razgrad | 9–0     | The New Saints    | 5–0     | 4–0     |
| Sarajevo           | 1–2     | BATE Borisov      | 1–2     | 0–0     |
| F91 Dudelange      | 4–1     | Nõmme Kalju       | 3–1     | 1–0     |
| Astana             | 9–1     | Valletta          | 5–1     | 4–0     |
| Sheriff Tiraspol   | 2–3     | AIK               | 1–2     | 1–1     |
| Slovan Bratislava  | 4–1     | Dundalk           | 1–0     | 3–1     |

| Đội 1                 | TTS     | Đội 2                   | Lượt đi | Lượt về      |
| --------------------- | ------- | ----------------------- | ------- | ------------ |
| IFK Norrköping        | 2–4     | Hapoel Be'er Sheva      | 1–1     | 1–3          |
| Torino                | 6–1     | Shakhtyor Soligorsk     | 5–0     | 1–1          |
| Antwerp               | 2–2 (a) | Viktoria Plzeň          | 1–0     | 1–2 (s.h.p.) |
| Austria Wien          | 2–5     | Apollon Limassol        | 1–2     | 1–3          |
| Feyenoord             | 5–1     | Dinamo Tbilisi          | 4–0     | 1–1          |
| Brøndby               | 3–7     | Braga                   | 2–4     | 1–3          |
| Molde                 | 4–3     | Aris                    | 3–0     | 1–3 (s.h.p.) |
| Lokomotiv Plovdiv     | 0–2     | Strasbourg              | 0–1     | 0–1          |
| Thun                  | 3–5     | Spartak Moscow          | 2–3     | 1–2          |
| FCSB                  | 1–0     | Mladá Boleslav          | 0–0     | 1–0          |
| Pyunik                | 0–8     | Wolverhampton Wanderers | 0–4     | 0–4          |
| Midtjylland           | 3–7     | Rangers                 | 2–4     | 1–3          |
| Mariupol              | 0–4     | AZ                      | 0–0     | 0–4          |
| AEK Larnaca           | 1–4     | KAA Gent                | 1–1     | 0–3          |
| Legia Warsaw          | 2–0     | Atromitos               | 0–0     | 2–0          |
| Haugesund             | 0–1     | PSV Eindhoven           | 0–1     | 0–0          |
| Rijeka                | 4–0     | Aberdeen                | 2–0     | 2–0          |
| Ventspils             | 0–9     | Vitória de Guimarães    | 0–3     | 0–6          |
| Vaduz                 | 0–6     | Eintracht Frankfurt     | 0–5     | 0–1          |
| Partizan              | 3–2     | Yeni Malatyaspor        | 3–1     | 0–1          |
| Malmö FF              | 3–1     | Zrinjski Mostar         | 3–0     | 0–1          |
| CSKA Sofia            | 1–2     | Zorya Luhansk           | 1–1     | 0–1          |
| Neftçi Baku           | 3–4     | Bnei Yehuda             | 2–2     | 1–2          |
| Luzern                | 0–6     | Espanyol                | 0–3     | 0–3          |
| Sparta Prague         | 3–4     | Trabzonspor             | 2–2     | 1–2          |
| Universitatea Craiova | 1–3     | AEK Athens              | 0–2     | 1–1          |

## Vòng play-off
Lễ bốc thăm vòng play-off được tổ chức vào ngày 5 tháng 8 năm 2019, lúc 13:30 CEST.

### Xếp hạt giống
Tổng cộng có 16 đội tham dự vòng play-off Nhóm các đội vô địch giải quốc nội.
- Nhóm hạt giống: 6 đội thua của vòng loại thứ ba Champions League Nhóm các đội vô địch giải quốc nội
- Nhóm không hạt giống: 10 đội thắng của vòng loại thứ ba Europa League Nhóm các đội vô địch giải quốc nội

Các đội được chia làm hai nhóm 8 đội, trong đó 3 đội được xếp vào nhóm hạt giống và 5 đội được xếp vào nhóm không hạt giống.
| Nhóm các đội vô địch giải quốc nội  | Nhóm các đội vô địch giải quốc nội                     | Nhóm các đội vô địch giải quốc nội | Nhóm các đội vô địch giải quốc nội                                          |
| Nhóm 1                              | Nhóm 1                                                 | Nhóm 2                             | Nhóm 2                                                                      |
| Nhóm hạt giống                      | Nhóm không hạt giống                                   | Nhóm hạt giống                     | Nhóm không hạt giống                                                        |
| ----------------------------------- | ------------------------------------------------------ | ---------------------------------- | --------------------------------------------------------------------------- |
| - Celtic - Copenhagen - Ferencváros | - Sūduva - AIK - Riga - F91 Dudelange - Ararat-Armenia | - PAOK - Qarabağ - Maribor         | - BATE Borisov - Astana - Ludogorets Razgrad - Slovan Bratislava - Linfield |

Tổng cộng có 26 đội, tất cả đội thắng của vòng loại thứ ba Nhóm chính, tham dự vòng play-off Nhóm chính. Các đội được chia làm ba nhóm: hai nhóm 8 đội, trong đó 4 đội được xếp vào nhóm hạt giống và 4 đội được xếp vào nhóm không hạt giống, và một nhóm 10 đội, trong đó 5 đội được xếp vào nhóm hạt giống và 5 đội được xếp vào nhóm không hạt giống. Các nhóm được ấn định trước cho mỗi đội bởi UEFA, với lễ bốc thăm được tổ chức trong hai lượt, một lượt cho Nhóm 1–2 với 8 đội và một lượt cho Nhóm 3 với 10 đội.
| Nhóm chính                                                                                  | Nhóm chính                                                                               | Nhóm chính                                                                  | Nhóm chính                                                                             | Nhóm chính                                                                                       | Nhóm chính                                                                                   |
| Nhóm 1                                                                                      | Nhóm 1                                                                                   | Nhóm 2                                                                      | Nhóm 2                                                                                 | Nhóm 3                                                                                           | Nhóm 3                                                                                       |
| Nhóm hạt giống                                                                              | Nhóm không hạt giống                                                                     | Nhóm hạt giống                                                              | Nhóm không hạt giống                                                                   | Nhóm hạt giống                                                                                   | Nhóm không hạt giống                                                                         |
| ------------------------------------------------------------------------------------------- | ---------------------------------------------------------------------------------------- | --------------------------------------------------------------------------- | -------------------------------------------------------------------------------------- | ------------------------------------------------------------------------------------------------ | -------------------------------------------------------------------------------------------- |
| - PSV Eindhoven[†] (4) - Legia Warsaw[†] (2) - FCSB[†] (3) - Wolverhampton Wanderers[†] (1) | - Torino[†] (5) - Rangers[†] (8) - Apollon Limassol[†] (7) - Vitória de Guimarães[†] (6) | - Trabzonspor[†] (1) - KAA Gent[†] (3) - Feyenoord[†] (2) - Espanyol[†] (4) | - AEK Athens[†] (5) - Rijeka[†] (6) - Hapoel Be'er Sheva[†] (8) - Zorya Luhansk[†] (7) | - Antwerp[†] (1) - Braga[†] (2) - Eintracht Frankfurt[†] (3) - Malmö FF[†] (4) - Partizan[†] (5) | - Spartak Moscow[†] (6) - Molde[†] (7) - Strasbourg[†] (8) - AZ[†] (9) - Bnei Yehuda[†] (10) |

Ghi chú
1. † Đội thắng của vòng loại thứ ba. Đội bóng được thể hiện bằng chữ in nghiêng đánh bại đội bóng có hệ số cao hơn, qua đó chiếm lấy hệ số của đối thủ trong lễ bốc thăm.

### Tóm tắt
Lượt đi được diễn ra vào ngày 22 tháng 8, và lượt về được diễn ra vào ngày 29 tháng 8 năm 2019.
| Đội 1              | TTS         | Đội 2         | Lượt đi | Lượt về      |
| ------------------ | ----------- | ------------- | ------- | ------------ |
| Sūduva             | 2–4         | Ferencváros   | 0–0     | 2–4          |
| Copenhagen         | 3–2         | Riga          | 3–1     | 0–1          |
| Celtic             | 6–1         | AIK           | 2–0     | 4–1          |
| Ararat-Armenia     | 3–3 (4–5 p) | F91 Dudelange | 2–1     | 1–2 (s.h.p.) |
| Ludogorets Razgrad | 2–2 (a)     | Maribor       | 0–0     | 2–2          |
| Linfield           | 4–4 (a)     | Qarabağ       | 3–2     | 1–2          |
| Slovan Bratislava  | 3–3 (a)     | PAOK          | 1–0     | 2–3          |
| Astana             | 3–2         | BATE Borisov  | 3–0     | 0–2          |

| Đội 1         | TTS     | Đội 2                   | Lượt đi | Lượt về      |
| ------------- | ------- | ----------------------- | ------- | ------------ |
| Torino        | 3–5     | Wolverhampton Wanderers | 2–3     | 1–2          |
| Legia Warsaw  | 0–1     | Rangers                 | 0–0     | 0–1          |
| FCSB          | 0–1     | Vitória de Guimarães    | 0–0     | 0–1          |
| PSV Eindhoven | 7–0     | Apollon Limassol        | 3–0     | 4–0          |
| AEK Athens    | 3–3 (a) | Trabzonspor             | 1–3     | 2–0          |
| Feyenoord     | 6–0     | Hapoel Be'er Sheva      | 3–0     | 3–0          |
| KAA Gent      | 3–2     | Rijeka                  | 2–1     | 1–1          |
| Espanyol      | 5–3     | Zorya Luhansk           | 3–1     | 2–2          |
| Partizan      | 3–2     | Molde                   | 2–1     | 1–1          |
| Braga         | 3–1     | Spartak Moscow          | 1–0     | 2–1          |
| Malmö FF      | 4–0     | Bnei Yehuda             | 3–0     | 1–0          |
| Strasbourg    | 1–3     | Eintracht Frankfurt     | 1–0     | 0–3          |
| AZ            | 5–2     | Antwerp                 | 1–1     | 4–1 (s.h.p.) |